# Muscat de Rivesaltes
Pour les articles homonymes, voir Rivesaltes (homonymie).
Le muscat de Rivesaltes est un vin doux naturel d'appellation d'origine contrôlée produit dans 89 communes du département français des Pyrénées-Orientales et neuf communes du département de l'Aude, en région Occitanie.
Il est protégé par une Appellation d'origine contrôlée selon un décret pris par l'INAO et paru au Journal officiel le 29 août 1956. Le nom de l'appellation peut être complété par la mention « muscat de Noël » s'il est commercialisé à partir du 1er novembre de l'année de récolte, le reste de l'appellation étant commercialisable à partir du 1er février de l'année suivante.

## Histoire

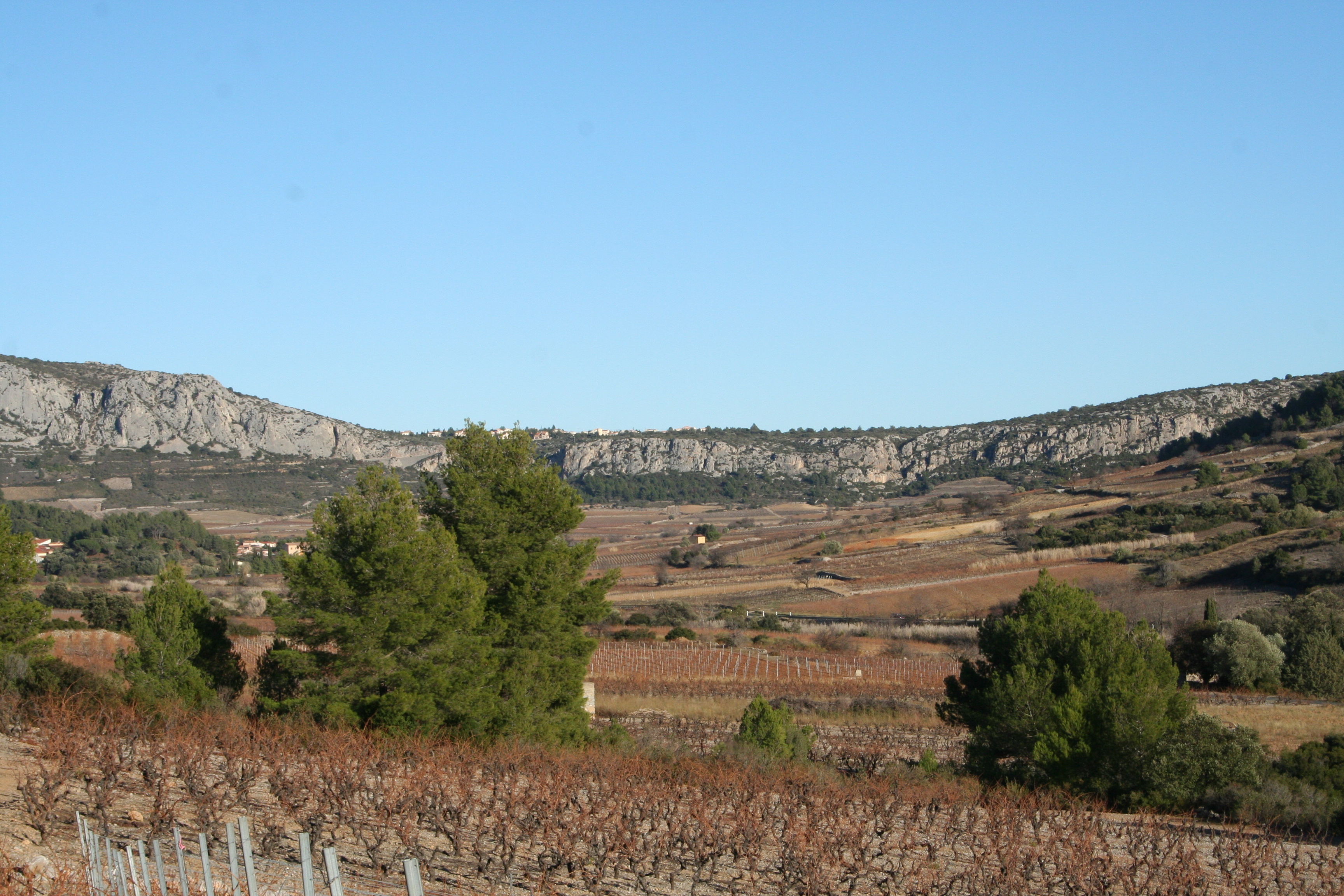
Vignoble des gorges des Gouleyrous à l'entrée du site préhistorique de Tautavel

Le pape Benoît XIII (pape d'Avignon élu en 1394), de son vrai nom Pedro de Luna, originaire d’Aragon, est grand amateur de vin muscat de Claira, paroisse située sur le terroir de la future appellation Rivesaltes. 

### Révolte de 1907

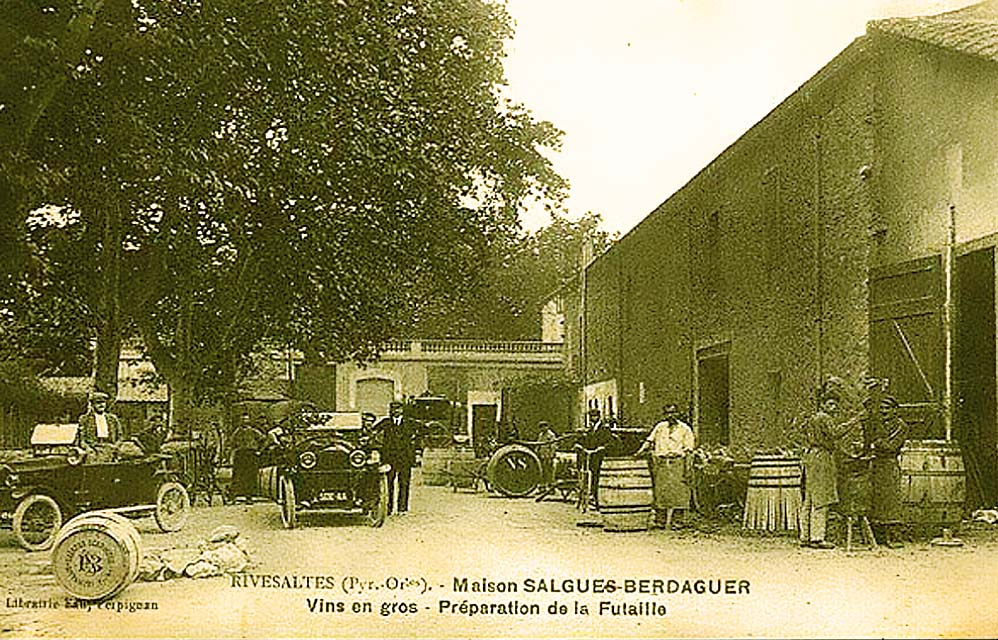
Négociant de vins en gros au début du XXe siècle.

Les vendanges 1906 ont été désastreuses dans tout le Roussillon, ce qui n'empêche pas la chute des cours du vin. Des familles vigneronnes se heurtent à des difficultés financières telles, qu'elles ne peuvent plus payer l'impôt. Informé, le gouvernement donne ordre de faire intervenir les huissiers. Le village de Baixas est le premier à se révolter au début de l'année 1907.
Le 18 février, il reçoit le soutien de Marcelin Albert, qui envoie un télégramme à Georges Clemenceau. Quant à Joseph Tarrius, viticulteur et pharmacien à Baixas, il fait parvenir au gouvernement une pétition signée des habitants du village. Il y est précisé que le seul impôt que les contribuables puissent encore payer est celui du sang. Alors que les défilés de protestations se sont multipliés dans les villes et villages, préfectures et sous-préfectures accueillent les manifestations viticoles. Le 19 mai, à Perpignan 170 à 200 000 personnes défilent dans la ville. La manifestation se déroule sans incidents graves,.

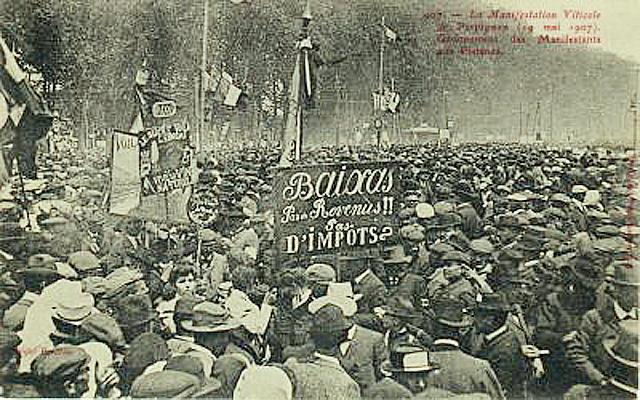
Regroupement des manifestants aux Platanes.
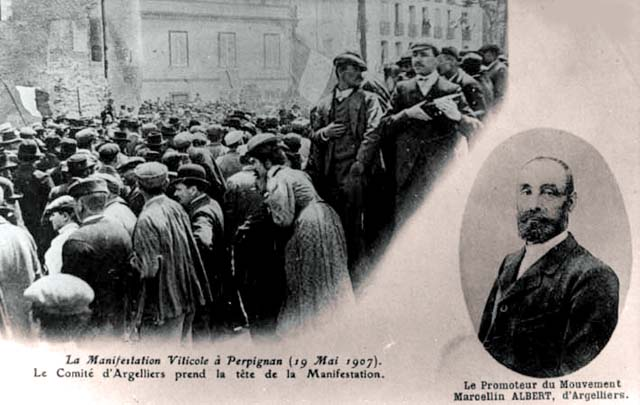
Le comité d'Argeliers prend la tête de la manifestation.
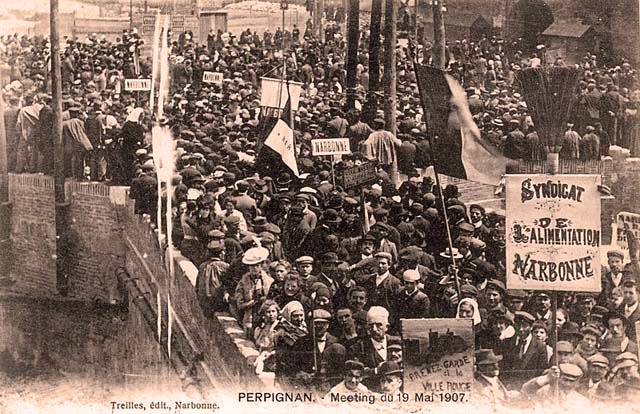
À Perpignan, les commerçants aux côtés des viticulteurs.
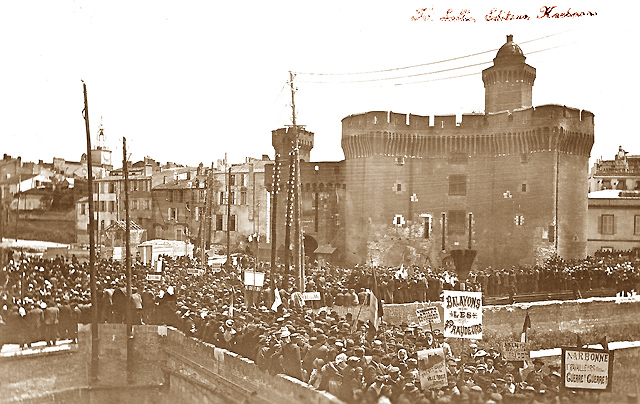
Les manifestants devant le Castillet.

Dans les départements du Gard, de l'Hérault, de l'Aude et des Pyrénées-Orientales, les conseils municipaux démissionnent collectivement - il y en aura jusqu'à 600 - certains appellent à la grève de l'impôt. La situation devient de plus en plus tendue, les viticulteurs furieux attaquent perceptions, préfectures et sous-préfectures. Le 20 juin, la tension monte encore. À Perpignan, la préfecture est pillée et incendiée. Le préfet David Dautresme doit se réfugier sur le toit.

### Débuts de l'appellation

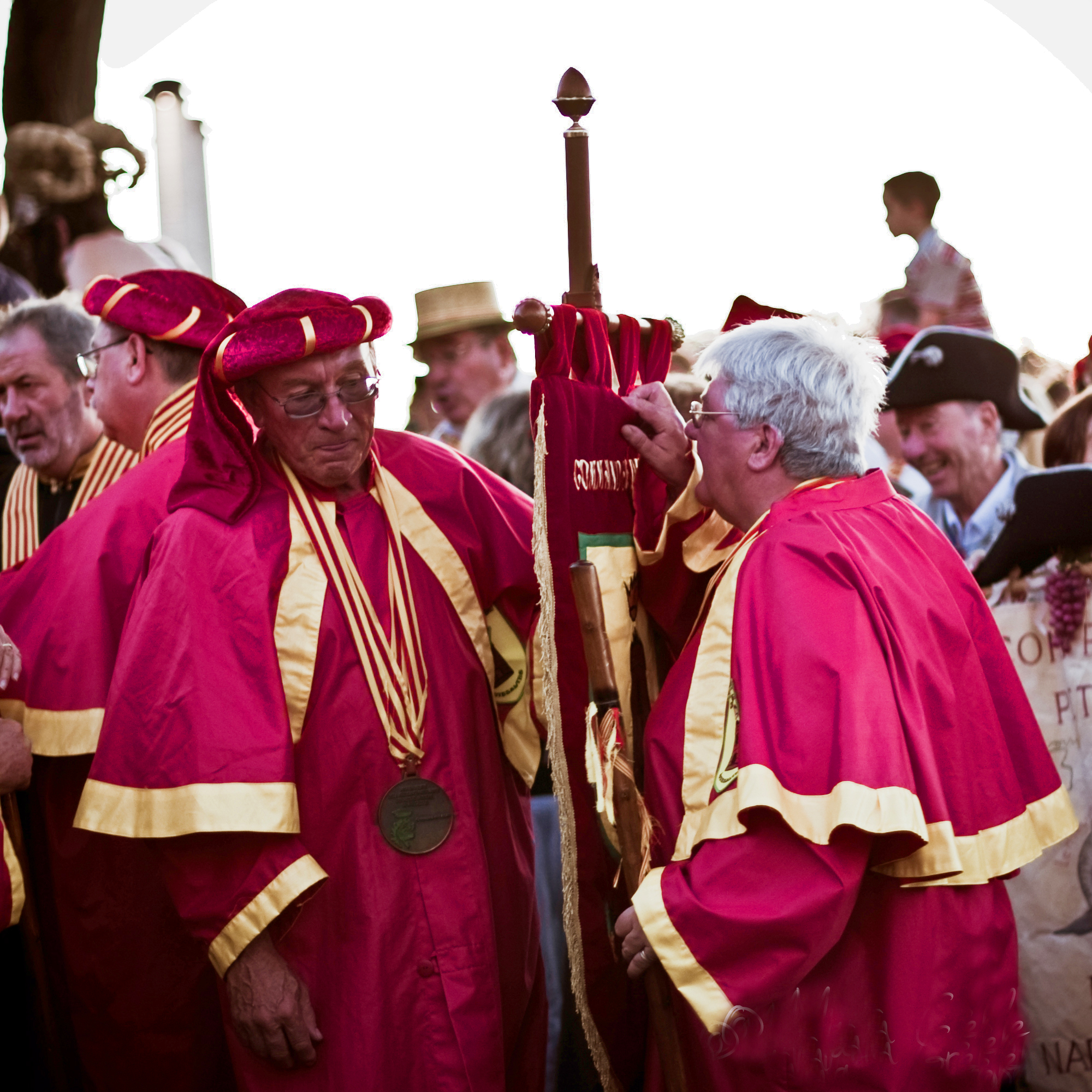
Confrérie des vignerons de Rivesaltes

Jusqu'en 1956, année du nouveau décret de l'INAO, les vignerons élaboraient du muscat de Maury, du muscat de Banyuls, du muscat des côtes d'Agly et du muscat de Rivesaltes.

## Étymologie
La forme la plus ancienne est Ribesalta, attestée en 1103. Ce toponyme provient de deux mots latins ripa (rive) et alta (haute).

## Situation géographique

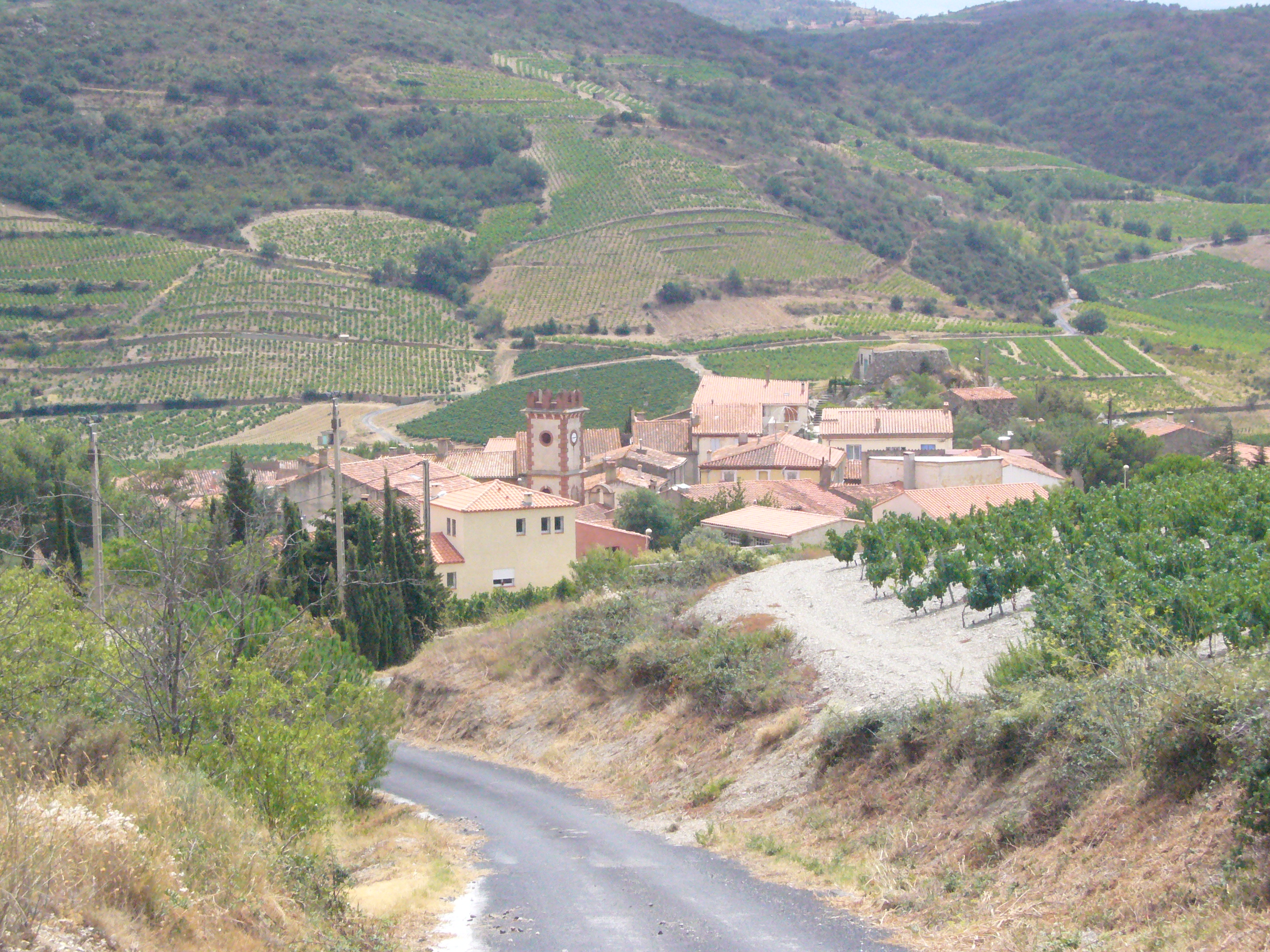
Le vignoble en coteaux de Planèzes

### Climatologie
Le climat est de type méditerranéen de zone 10. Les hivers y sont doux (quatre jours de gelées par an), les étés sont souvent chauds et secs. La tramontane (Tramuntana) souffle fréquemment (un jour sur quatre, moins depuis quelques années) et amène une certaine fraîcheur en période estivale. La température moyenne annuelle est de 15,9 °C. La température des mois les plus chauds atteint plus de 30 °C.
Le Roussillon est l'une des régions les plus chaudes de France. Les précipitations annuelles atteignent 572 mm, soit l'une des moyennes les plus faibles. Il y a près de 300 jours de soleil par an, en partie en raison du vent.
- Température record la plus froide : −11,0 °C (10 février 1956)
- Température record la plus chaude : 40,5 °C (7 juillet 1982)
- Hauteur quotidienne de précipitations la plus élevée : 222 mm (12 novembre 1999)

| Mois                              | jan. | fév. | mars | avril | mai  | juin | jui. | août | sep. | oct. | nov. | déc. | année |
| --------------------------------- | ---- | ---- | ---- | ----- | ---- | ---- | ---- | ---- | ---- | ---- | ---- | ---- | ----- |
| Température minimale moyenne (°C) | 4,4  | 5,1  | 7    | 8,9   | 12,4 | 16,1 | 18,8 | 18,8 | 15,6 | 11,9 | 7,6  | 5,3  | 11    |
| Température maximale moyenne (°C) | 12,3 | 13,4 | 15,7 | 17,6  | 21,3 | 25,3 | 28,8 | 28,4 | 25,1 | 20,4 | 15,6 | 13,2 | 19,8  |
| Record de froid (°C)              | −8,2 | −11  | −5,9 | 0,2   | 2,4  | 7,4  | 11,2 | 10,4 | 5    | −1,2 | −5,7 | −6,3 | −11   |
| Record de chaleur (°C)            | 25   | 26,5 | 28   | 32,4  | 34,4 | 36,8 | 40,5 | 38,7 | 36,8 | 34,2 | 28,1 | 26,7 | 40,5  |

| Mois                                       | Janv. | Fév.  | Mars  | Avr.  | Mai   | Juin  | Juil. | Août  | Sept. | Oct.  | Nov.  | Déc.  | Total année |
| ------------------------------------------ | ----- | ----- | ----- | ----- | ----- | ----- | ----- | ----- | ----- | ----- | ----- | ----- | ----------- |
| heures moyennes d'ensoleillement           | 147.5 | 153.2 | 206.2 | 214.2 | 240.1 | 270.6 | 313.9 | 270.7 | 217.7 | 182.3 | 147.7 | 141.9 | 2506        |
| Moyennes mensuelles de précipitations (mm) | 50.6  | 44.8  | 43.5  | 55.9  | 50.1  | 28.3  | 17.1  | 32.0  | 47.3  | 89.8  | 58.6  | 54.4  | 572.4       |
| nombre de jours de pluie >=1 mm            | 5.2   | 4.7   | 4.5   | 5.9   | 5.5   | 4.1   | 3.0   | 3.9   | 4.2   | 5.1   | 5.1   | 5.3   | 56.5        |

| Mois                                 | Janv. | Fév. | Mars | Avr. | Mai | Juin | Juil. | Août | Sept. | Oct. | Nov. | Déc. | Total année |
| ------------------------------------ | ----- | ---- | ---- | ---- | --- | ---- | ----- | ---- | ----- | ---- | ---- | ---- | ----------- |
| nombre de jours de brouillard        | 1.2   | 0.9  | 0.9  | 0.8  | 1.1 | 0.6  | 0.6   | 0.9  | 2.4   | 2.0  | 1.3  | 1.4  | 14.1        |
| nombre de jours d'orage              | 0.4   | 0.2  | 0.5  | 1.2  | 2.8 | 4.3  | 4.6   | 5.2  | 3.2   | 2.3  | 0.7  | 0.5  | 23,7        |
| nombre de jours de neige             | 0.9   | 0.6  | 0.4  | -    | -   | -    | -     | -    | -     | -    | 0.2  | 0.4  | 2.6         |
| nombre de jours de gel               | 4.9   | 2.8  | 1.1  | 0    | 0   | 0    | 0     | 0    | 0     | 0    | 0.9  | 3.8  | 13.5        |
| nombre de jours de vent >=57,6 km/h  | 14.4  | 11.5 | 15.6 | 12.9 | 8.1 | 7.0  | 9.0   | 7.3  | 6.8   | 9.4  | 11.6 | 13.4 | 127         |
| nombre de jours de vent >=100,8 km/h | 2.0   | 1.2  | 2.1  | 0.6  | 0.5 | 0.2  | 0.2   | -    | 0.1   | 0.4  | 0.7  | 2.7  | 10.7        |

## Vignoble

### Présentation

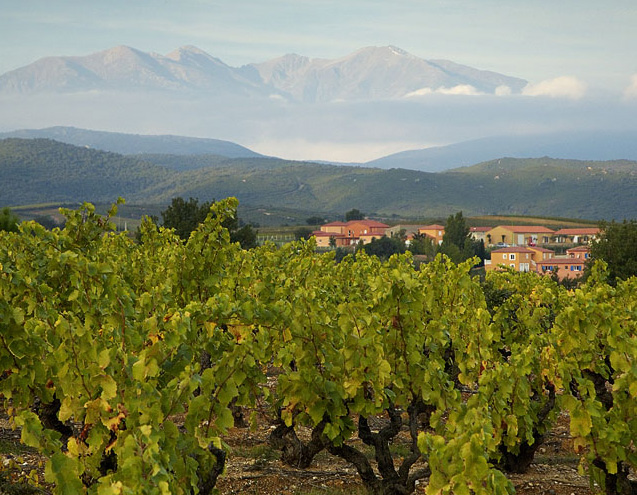
Vignoble producteur de Muscat de Rivesaltes, près de Perpignan

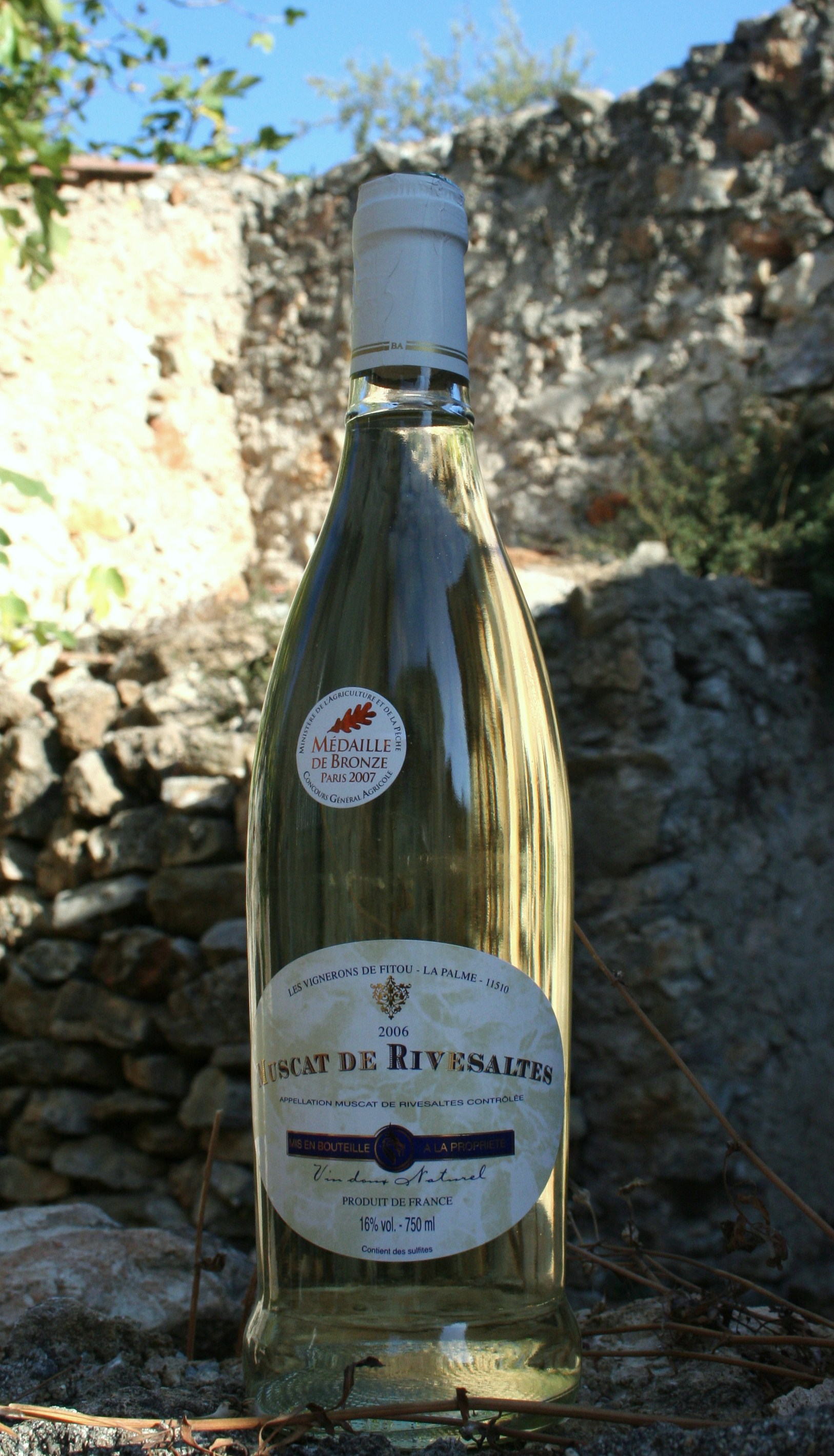
Muscat de Rivesaltes, Les Vignerons de Fitou, La Palme

Le vignoble s'étend sur les 89 communes suivantes des Pyrénées-Orientales : Argelès-sur-Mer, Bages, Baho, Baixas, Banyuls-dels-Aspres, Banyuls-sur-Mer, Bélesta, Le Boulou, Brouilla, Cabestany, Caixas, Calce, Camélas, Canet-en-Roussillon, Canohès, Cases-de-Pène, Cassagnes, Castelnou, Cerbère, Céret, Claira, Les Cluses, Collioure, Corbère, Corbère-les-Cabanes, Corneilla-la-Rivière, Corneilla-del-Vercol, Elne, Espira-de-l'Agly, Estagel, Fourques, Ille-sur-Têt, Laroque-des-Albères, Latour-Bas-Elne, Latour-de-France, Lesquerde, Llauro, Llupia, Maureillas-las-Illas, Maury, Millas, Montauriol, Montescot, Montesquieu-des-Albères, Montner, Néfiach, Opoul-Périllos, Ortaffa, Palau-del-Vidre, Passa, Perpignan, Peyrestortes, Pézilla-la-Rivière, Pia, Planèzes, Pollestres, Ponteilla, Port-Vendres, Rasiguères, Reynès, Rivesaltes, Saint-André, Saint-Estève, Saint-Feliu-d'Amont, Saint-Féliu-d'Avall, Saint-Génis-des-Fontaines, Saint-Hippolyte, Saint-Jean-Lasseille, Saint-Jean-Pla-de-Corts, Saint-Nazaire, Saint-Paul-de-Fenouillet, Sainte-Colombe-de-la-Commanderie, Saleilles, Salses-le-Château, Le Soler, Sorède, Tautavel, Terrats, Thuir, Tordères, Toulouges, Tresserre, Trouillas, Villelongue-dels-Monts, Villemolaque, Villeneuve-de-la-Raho, Villeneuve-la-Rivière, Vingrau et Vivès. Ce muscat peut donc être aussi produit sur les terroirs de Maury et Banyuls
Et sur 9 communes de l'Aude : Cascastel-des-Corbières, Caves, Fitou, Leucate, La Palme, Paziols, Treilles, Tuchan et Villeneuve-les-Corbières. C'est pour ce département la même zone de production que le Fitou (AOC)
Il existe une « aire de proximité immédiate », sur laquelle l'ensemble des étapes de la réalisation du Muscat sont autorisées, exception faite de la récolte des raisins. Cette zone s'étend sur 25 communes des Pyrénées-Orientales et 7 communes de l'Aude.

### Encépagement
Pour l'élaboration de ce vin doux naturel deux cépages muscat sont admis : le muscat blanc à petits grains B et le muscat d'Alexandrie B.

### Vinification et élevage

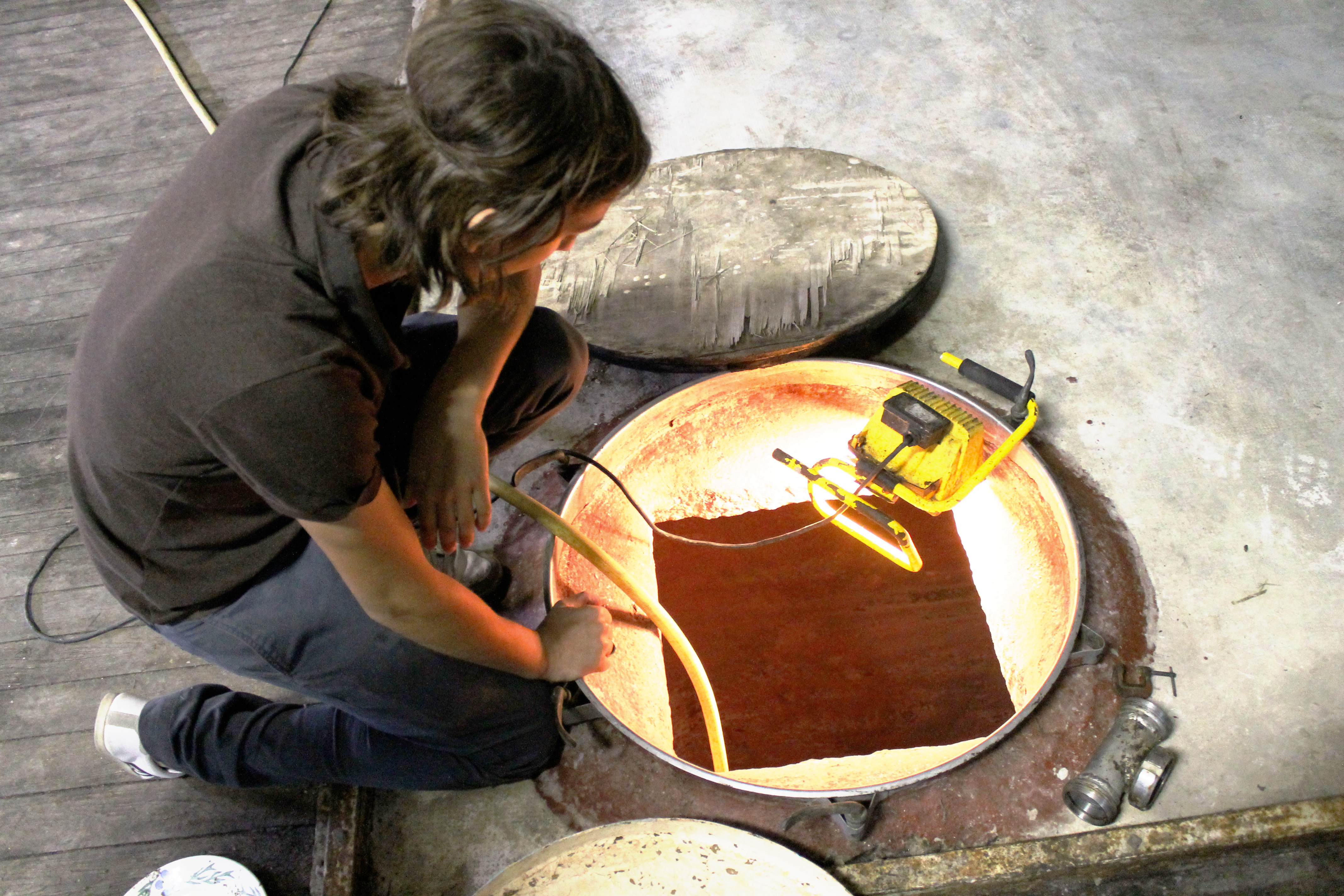
Cuve de vinification à Rivesaltes

### Terroir et vins

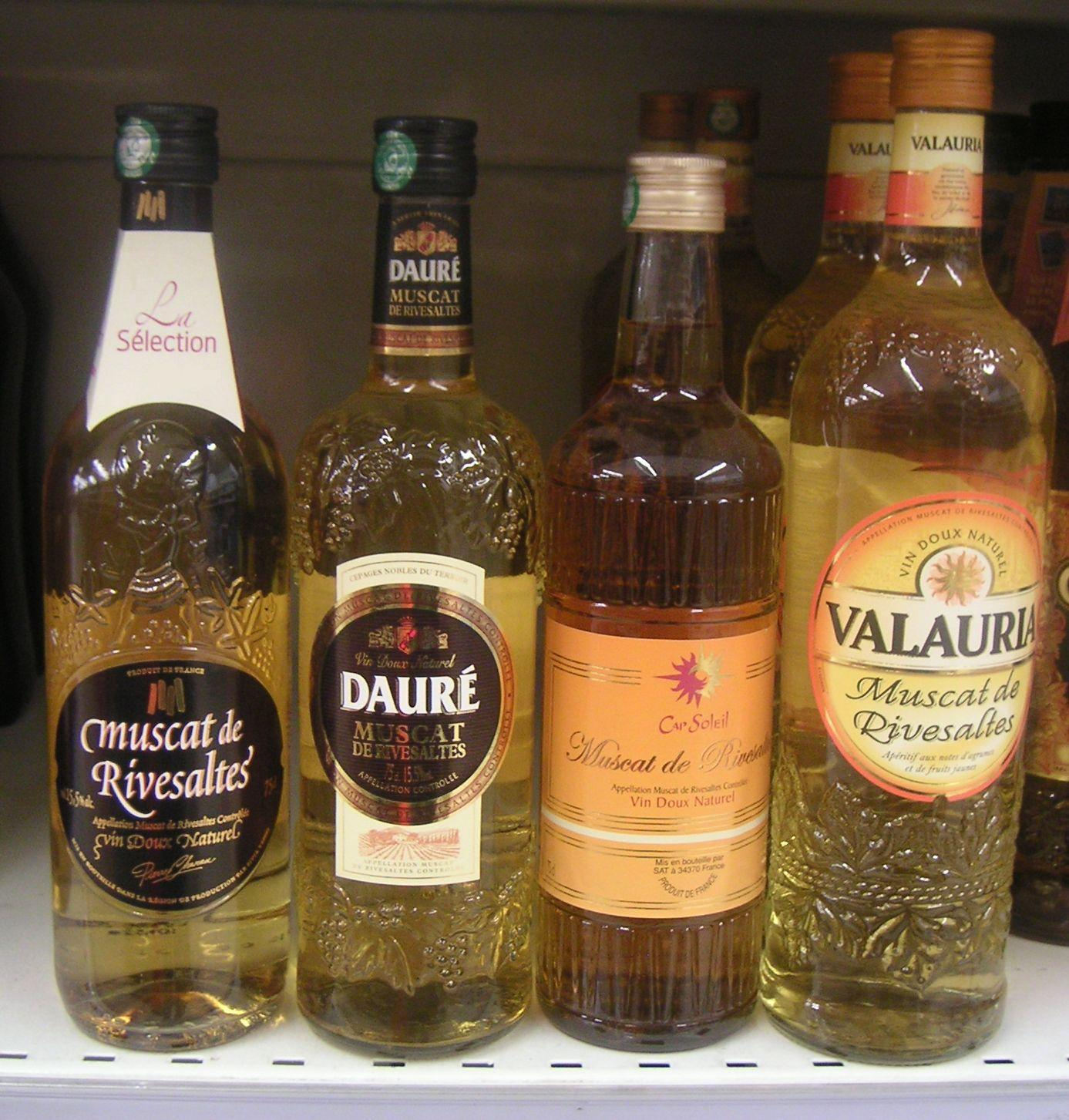
Bouteilles de muscat de Rivesaltes

### Type de vins et gastronomie

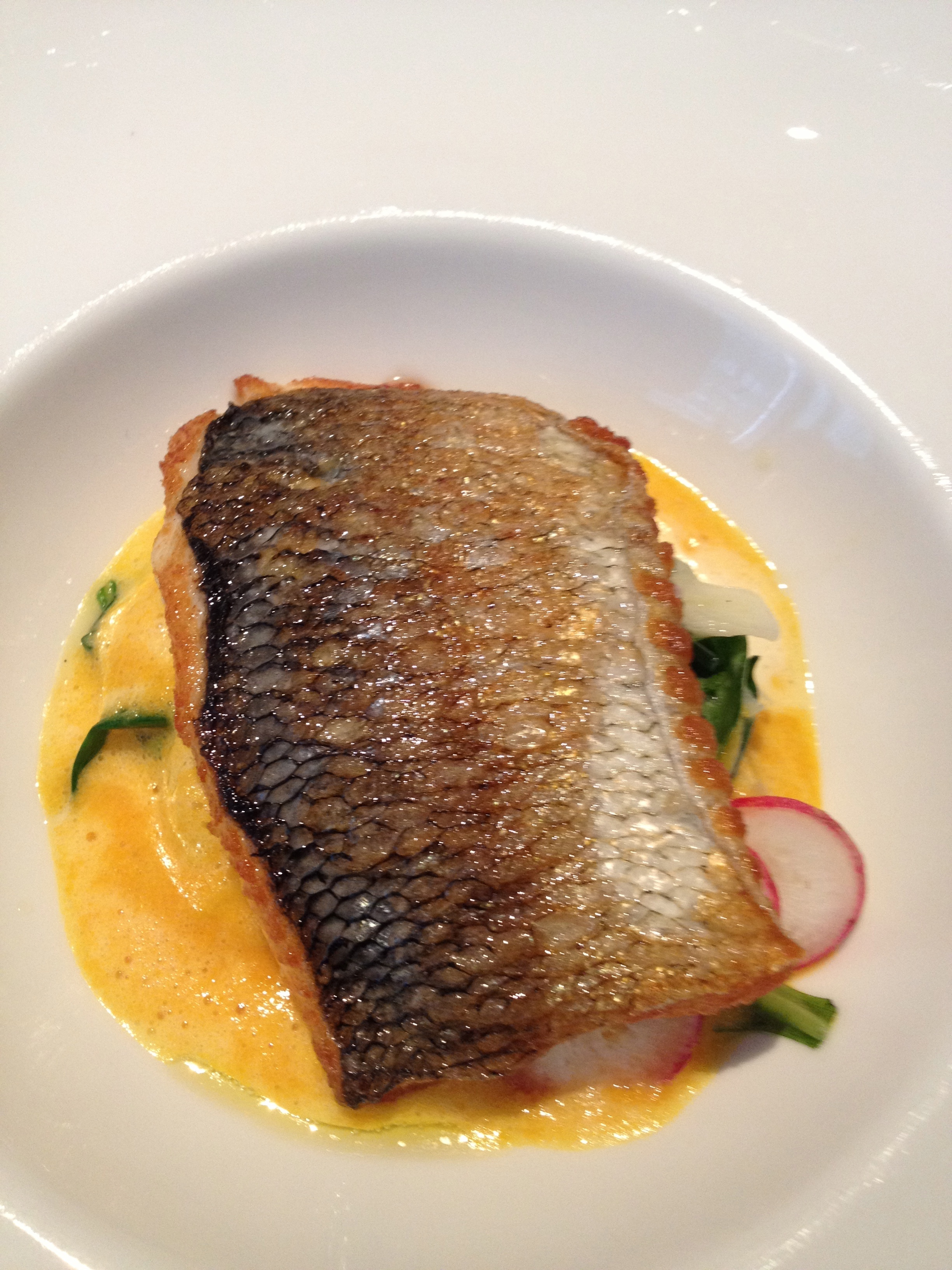
Poisson à la sauce au vin muscat
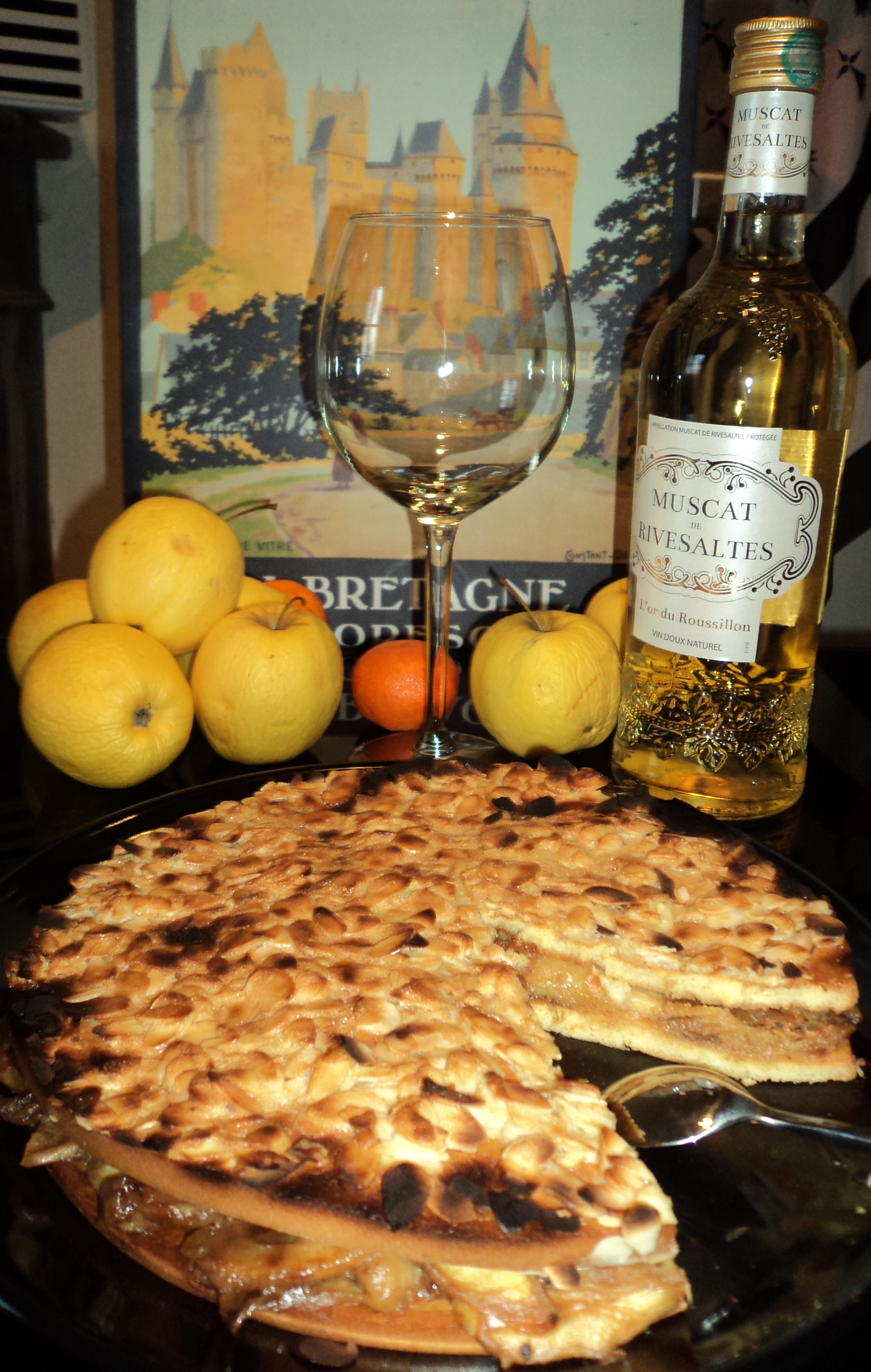
Le Vitréais, gâteau breton, accompagné d'un muscat de Rivesaltes
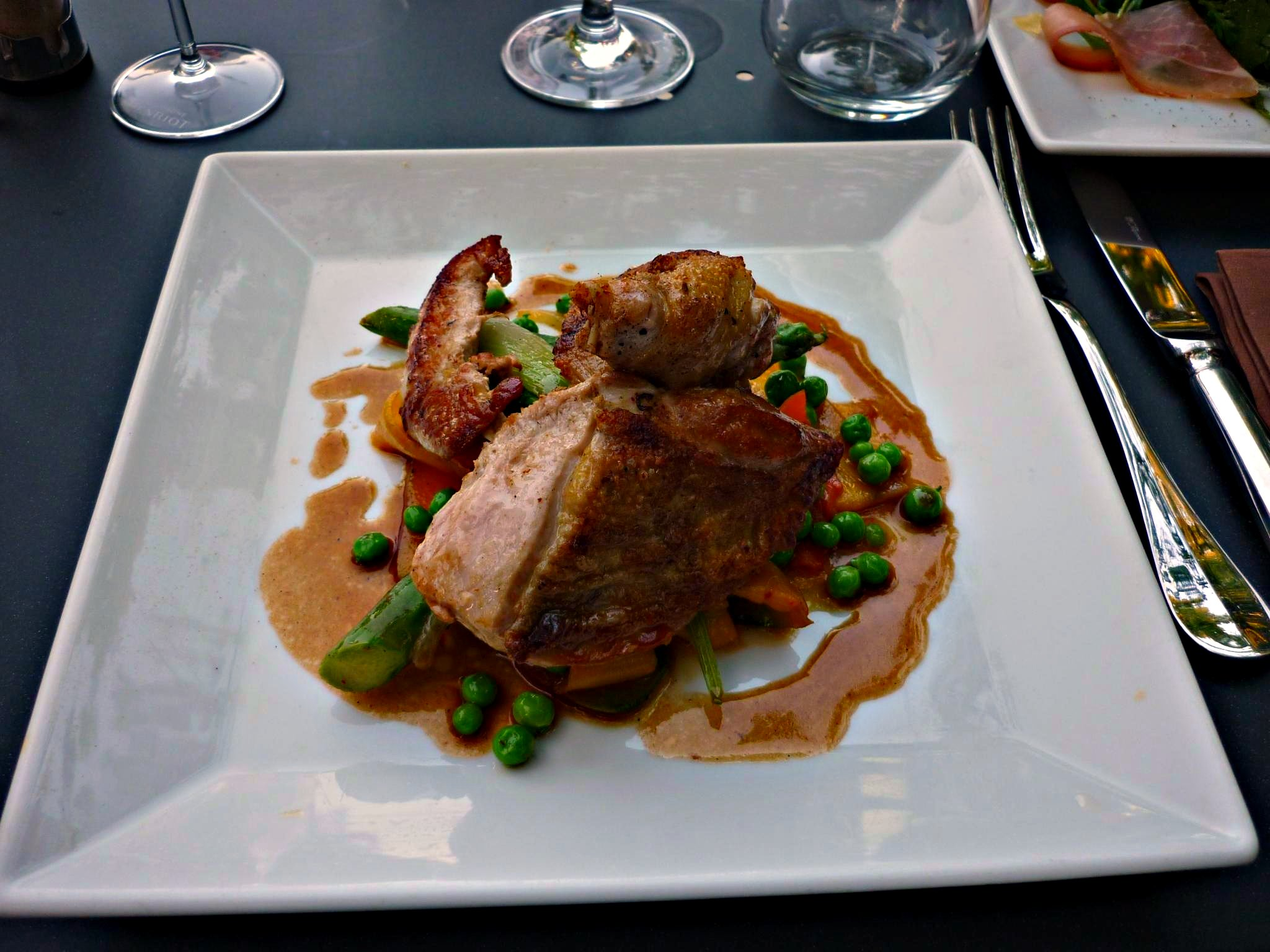
Pintade à la sauce au vin muscat

Le muscat de Rivesaltes se sert traditionnellement frais entre 6 et 7 °C. Ces vins doux naturels peuvent accompagner les terrines de foie gras ou les entremets. Le muscat peut aussi servir à déglacer à la cuisson légumes, viandes et poissons. Il entre aussi dans la confection de cocktails. La sauce au vin muscat est l'une des nombreuses déclinaisons culinaires de ce vin doux naturel. Ses arômes muscaté et de raisin frais le font aussi intervenir dans la préparation d'amuse-gueules, potages, entrées, poissons et crustacés, volailles et viandes, légumes et desserts.

## Sources